# Custine-Schanzen (Oberursel)

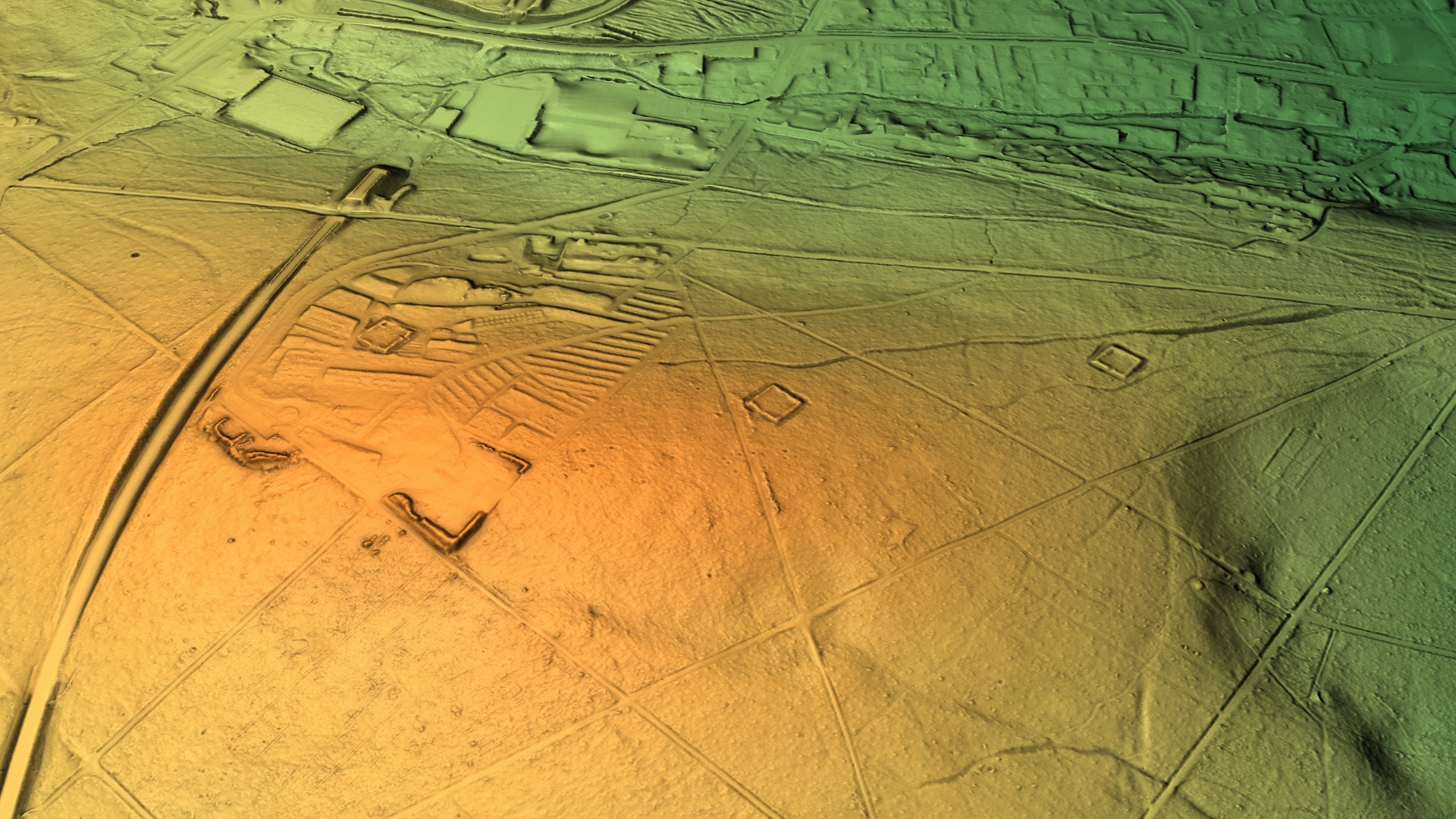
3D-Ansicht des digitalen Geländemodells

Die Custine-Schanzen sind eine Gruppe von drei Geschützstellungen im Oberurseler Stadtwald am Borkenberg mit Ausrichtung nach Nordosten auf den etwa 500 Meter entfernten Talweg. Sie sind jeweils 30 Meter auf 30 Meter groß. Die westlichste der drei Schanzen ist durch das Anlegen des neuen örtlichen Friedhofs abgegangen. Sie waren jeweils etwa 300 Meter voneinander entfernt. 
Während des Ersten Koalitionskrieges im November 1792, als die französischen Revolutionstruppen den Taunus besetzt hatten, befahl ihr Kommandant Graf Adam-Philippe de Custine die Schanzen anzulegen, um sich besser gegen die anrückenden Preußen und Hessen verteidigen zu können. Die von 4000 Mann der französischen Armee errichteten Stellungen verfügten über freies Schussfeld über den Urselbach ins Tal. Der Angriff erfolgte jedoch am 2. Dezember 1792 durch hessische Truppen bergab von Oberreifenberg her kommend. Am 3. Dezember 1792 mussten die Franzosen die Stellungen räumen und zogen sich über Kronberg und Eschborn nach Frankfurt am Main zurück.
1911 erfolgten Ausgrabungen einer Arbeitsgruppe des Saalburgmuseums. Außer Kochgeschirr gab es jedoch keine Fundstücke der französischen Truppen.

## Galerie

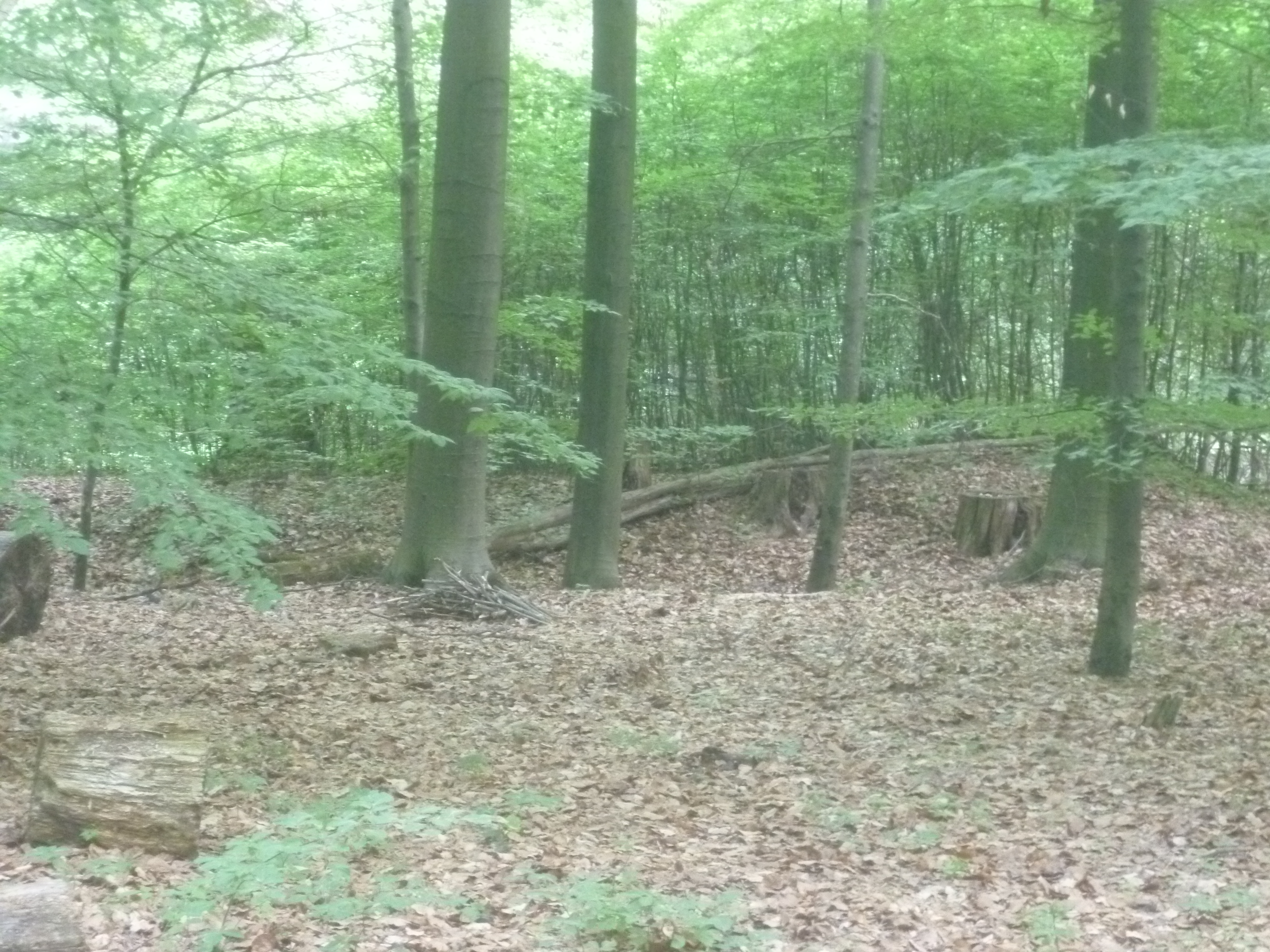
Die mittlere der Schanzen

## Denkmalschutz
Der Bereich der Schanzen ist ein Bodendenkmal nach dem Hessischen Denkmalschutzgesetz. Nachforschungen und gezieltes Sammeln von Funden sind genehmigungspflichtig, Zufallsfunde an die Denkmalbehörden zu melden.